# 5 Pułk Czołgów Średnich
5 Sudecki pułk czołgów średnich – oddział pancerny Sił Zbrojnych PRL.
Powstał w 1967 w wyniku przemianowania 30 Pułku Czołgów Średnich.
Wchodził w skład 3 Pomorskiej Dywizji Zmechanizowanej im.  Romualda Traugutta. Stacjonował w garnizonie Włodawa. 
W 1989 pułk przekształcono w 5 Ośrodek Materiałowo-Techniczny. W 1994 ośrodek rozformowano.

## Skład
Dowództwo i sztab
- 5 kompanii czołgów – w każdej 16 czołgów T-34/85

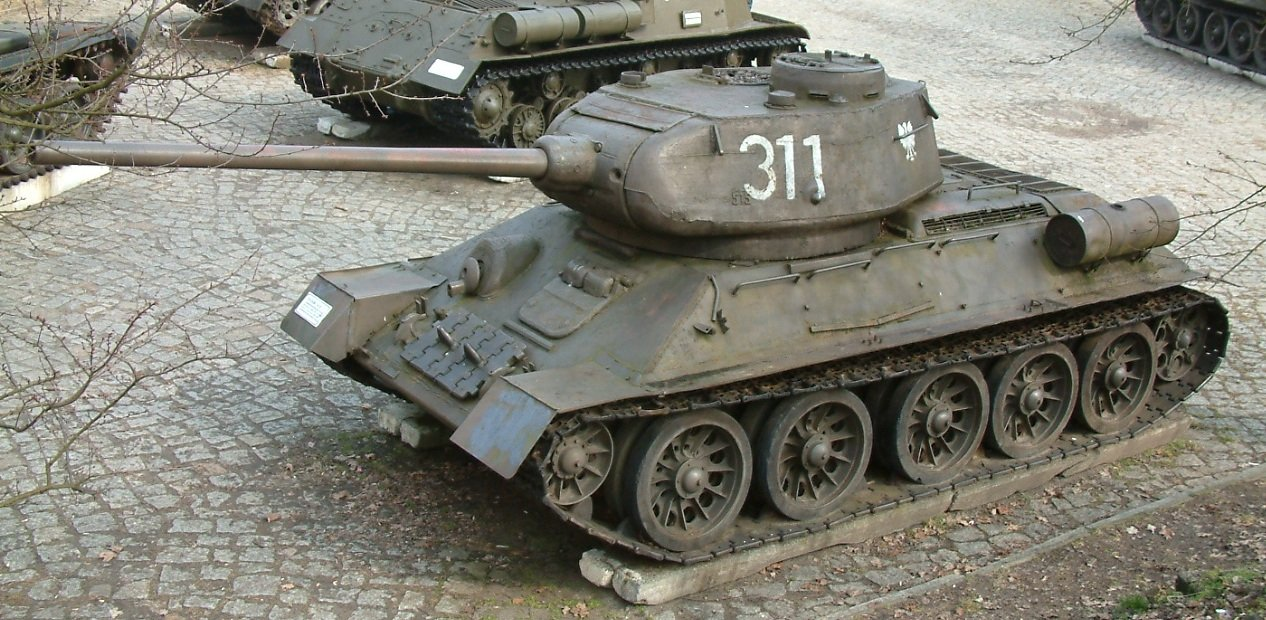
Czołg podstawowy pułku – T-34/85

- bateria przeciwlotnicza
- kompania rozpoznawcza
- kompania saperów
- kompania łączności
- kompania medyczna
- kompania remontowa
- kompania zaopatrzenia
- pluton ochrony i regulacji ruchu
- pluton chemiczny

## Tradycje
Zgodnie z rozkaz nr 07/MON z 04 maja 1967 w sprawie przekazania jednostkom wojskowym historycznych nazw i numerów oddziałów frontowych oraz ustanowienia dorocznych świąt jednostek, Dz. Roz. Tjn. MON Nr 5, poz. 21,  pułk  przyjął tradycje 5 Sudeckiego pułku czołgów ciężkich